# 沧州经济开发区
沧州经济开发区是河北省人民政府于1992年批准建立的省级开发区，总体规划面积75平方公里。沧州经济开发区坐落于沧州市区东南部。北依京津、东临渤海、南接华东、西通腹地，处于京津城市群的结点，距离北京220公里，京沧高速通车后，将进一步缩短至180公里。该区距离天津市、石家庄市、济南市分别为120公里、230公里和220公里。